# Paulo Borges (escritor)
Paulo Alexandre Esteves Borges (Lisboa, 5 de outubro de 1959) professor, ensaísta, filósofo, poeta e escritor português.

## Biografia
Professor da Faculdade de Letras da Universidade de Lisboa desde 1988 e investigador do Centro de Filosofia da mesma Universidade, onde ensina Filosofia da Religião, Pensamento Oriental, Filosofia e Meditação e Filosofia e Literatura. Professor de Medicina e Meditação na Faculdade de Medicina da Universidade de Lisboa, desde 2019. Coordenador do Seminário Permanente Vita Contemplativa - Práticas Contemplativas e Cultura Contemporânea e do Núcleo de Investigação de Pensamento Português e Cultura Lusófona no Centro de Filosofia da Universidade de Lisboa. Sócio-fundador e membro do Instituto de Filosofia Luso-Brasileira, membro correspondente da Academia Brasileira de Filosofia, membro Fundador da APERel – Associação Portuguesa para o Estudo das Religiões, membro do Conselho de Direcção da Revista Lusófona de Ciência das Religiões, director da revista Cultura ENTRE Culturas, cofundador e ex-presidente (de 2002 a 2014) da União Budista Portuguesa, ex-presidente (de 2004 a 2013) e membro da Direcção da Associação Agostinho da Silva, ex-vice-Presidente da Associação Interdisciplinar para o Estudo da Mente, vice-presidente da Mesa da Assembleia Geral da Sociedade de Ética Ambiental. Consultor do Observatório para a Liberdade Religiosa, desde 2015.
Foi vocalista do grupo punk Minas & Armadilhas, sendo conhecido no circuito punk lisboeta por Paulo “Desordem”, altura em que compartilhava dos ideais anarquistas. Mais tarde converteu-se a ideais de extrema-direita, tornado-se líder do AXO, situação que viria a descrever da seguinte forma em 2021: «Volvidos 40 anos, Paulo Borges conclui que “não acreditava verdadeiramente em nada disto”. “Esta pedagogia de choque nada visava a não ser procurar desesperadamente chamar as atenções e dar nas vistas”, admite. Hoje diz-se “curado”». Borges escreveu as letras de duas músicas interpretadas pelos Heróis do Mar: “Brava Dança dos Heróis” e “Amantes Furiosos”.
Foi Presidente do Partido pelos Animais e pela Natureza (PAN) de 2011 a 2014, tendo-se demitido em 13 de Setembro de 2014, e se desfiliado do partido em 8 de Julho de 2015. Foi candidato, pelo PAN, à Presidência da Câmara Municipal de Lisboa nas eleições autárquicas de 2013, tendo sido entre nove o 5º candidato mais votado. Nas Legislativas de 2011 ficou a cerca de 3000 votos de ser eleito deputado por Lisboa. Foi candidato anunciado às eleições presidenciais de 2016, com o lema "Outro Portugal Existe".
É Presidente do Círculo do Entre-Ser, associação filosófica e ética, que visa promover uma ética e uma espiritualidade laicas e holísticas, transversais a crentes e descrentes, baseadas no reconhecimento da interdependência de todos os seres e formas de vida. É sócio-fundador e presidente da MYMA Portugal - Associação para a Cultura Contemplativa, desde 2019. Autor do programa de formação reflexiva e meditativa "O Coração da Vida".
Praticante da via do Buda desde 1983 e professor de meditação e filosofia budista desde 1999, orientando cursos, workshops e retiros em Portugal e no estrangeiro. 
Recebeu um doutoramento "honoris causa" pela Universidade Tibiscus, de Timisoara (Roménia), em 12 de Junho de 2017.
Recebeu o prémio Ibn Arabi Taryumán 2019, atribuído pela MIAS Latina, pela sua investigação e obra no domínio da espiritualidade e do diálogo inter-religioso, em Ávila, na Universidade da Mística, em 11 de Maio de 2019.

## Algumas obras
- Trespasse, 1985, (poesia)
- Capital, 1988, (poesia)
- Ronda da Folia Adamantina, 1992, (poesia)
- A Plenificação da História em Padre António Vieira. Estudo sobre a ideia de Quinto Império na “Defesa perante o Tribunal do Santo Ofício”, 1995 (ensaio filosófico)
- Do Finistérreo Pensar, 2001, (ensaio filosófico)
- Dalai Lama, Estágios da Meditação, 2001 (tradução)
- Pensamento Atlântico, 2002, (ensaio filosófico)
- O Budismo e a Natureza da Mente, com Matthieu Ricard e Carlos João Correia, 2005, (ensaio filosófico)
- Línguas de Fogo. Paixão, Morte e Iluminação de Agostinho da Silva, 2006, (Romance)
- Folia. Mistério de Pentecostes em três actos, 2007, (teatro)
- Princípio e Manifestação. Metafísica e Teologia da Origem em Teixeira de Pascoaes, 2008, (ensaio filosófico)
- A Cada Instante Estamos A Tempo De Nunca Haver Nascido (Aforismos), 2008, (ensaio filosófico)
- Da Saudade como Via de Libertação, 2008, (ensaio filosófico)
- A Pedra, a Estátua e a Montanha. O V Império no Padre António Vieira, 2008, (ensaio filosófico)
- O Jogo do Mundo. Ensaios sobre Teixeira de Pascoaes e Fernando Pessoa, 2008, (ensaio filosófico)
- Uma Visão Armilar do Mundo. A vocação universal de Portugal em Luís de Camões, Padre António Vieira, Teixeira de Pascoaes, Fernando Pessoa e Agostinho da Silva, 2010, (ensaio filosófico)
- Descobrir Buda. Estudos e ensaios sobre a via do Despertar, 2010.
- O Teatro da Vacuidade ou a impossibilidade de ser eu. Estudos e ensaios pessoanos, 2011, (ensaio filosófico)
- É a Hora! A mensagem da Mensagem de Fernando Pessoa, Lisboa, Temas e Debates / Círculo de Leitores, 2013.
- Padre António Vieira, Defesa Perante o Tribunal do Santo Ofício, introdução, anotação e coordenação da edição, Lisboa, Temas e Debates / Círculo de Leitores, 2014.
- Entraña Extraña, Madrid, Amargord, 2014.
- Quem é o meu próximo? Ensaios e textos de intervenção por uma consciência e uma ética globais e um novo paradigma cultural e civilizacional, Lisboa, Edições Mahatma, 2014.
- O Coração da Vida. Visão, meditação, transformação integral, Lisboa, Edições Mahatma, 2015; 2ª edição, 2017.
- Outro Portugal Existe. Uma candidatura-movimento alternativo às presidenciais de 2016, Lisboa, Edições Mahatma, 2015.
- A "Ode Marítima" de Álvaro de Campos. Edição com documentos do espólio de Fernando Pessoa e textos interpretativos (com Cláudia Souza e Nuno Ribeiro), Lisboa, Apenas Livros, 2016.
- Agostinho da Silva. Uma Antologia Temática e Cronológica, Lisboa, Âncora Editora, 2016, 3ème édition.
- A Renascença Portuguesa. Tensões e Divergências (com Bruno Béu), Lisboa, Centro de Filosofia da Universidade de Lisboa, 2016.
- Do Vazio ao Cais Absoluto. Fernando Pessoa entre Oriente e Ocidente, Lisboa, Âncora Editora, 2017.
- Meditação, a Revolução Silenciosa. Da mindfulness ao despertar da consciência, Lisboa, Edições Mahatma, 2017.
- Vazio e Plenitude ou o Mundo às Avessas. Estudos e ensaios sobre espiritualidade, religião, diálogo inter-religioso e encontro trans-religioso, Lisboa, Âncora Editora, 2018.
- O Apocalipse segundo Fernando Pessoa e Ofélia Queirós, Talentilicious, 2017.
- Fernando Pessoa. Rafael Baldaya, el Pessoa hermético y ocultista (com Cláudia Souza e Nuno Ribeiro), Madrid, Amargord, 2018.
- Os Animais, Nossos Próximos (Antologia do amor humano aos animais) (com Daniela Velho), Lisboa, Edições Mahatma, 2018.
- The Apocalypse According to Fernando Pessoa and Ofélia Queirós, ed. bilingue português-inglês, Londres, Splash Editions, 2019.
- Presença Ausente. A Saudade na Cultura e no Pensamento Portugueses / Nova Teoria da Saudade, Lisboa, Âncora Editora, 2019.
- Viagens da Saudade, coordenação de Maria Celeste Natário, Paulo Borges e Luís Lóia, organização de Claudia Souza, Nuno Ribeiro e Rodrigo Araújo, Porto, Faculdade de Letras da Universidade do Porto, 2019.
- O Sorriso do Buda, Lisboa, 20/20 Editora, 2020.
- Vida Nua, Lisboa, s. l., Edições Sem Nome, 2020 (no prelo).